# Lijst van nummer 1-hits in Nieuw-Zeeland in 2021
Deze hits stonden in 2021 op nummer 1 in de RIANZ Top 40, de bekendste hitlijst in Nieuw-Zeeland.
| Datum        | Artiest                               | Titel                           |
| ------------ | ------------------------------------- | ------------------------------- |
| 4 januari    | L.A.B.                                | Why oh why                      |
| 11 januari   | L.A.B.                                | Why oh why                      |
| 18 januari   | Olivia Rodrigo                        | Drivers license                 |
| 25 januari   | Olivia Rodrigo                        | Drivers license                 |
| 1 februari   | Olivia Rodrigo                        | Drivers license                 |
| 8 februari   | Olivia Rodrigo                        | Drivers license                 |
| 15 februari  | Olivia Rodrigo                        | Drivers license                 |
| 22 februari  | Olivia Rodrigo                        | Drivers license                 |
| 1 maart      | Olivia Rodrigo                        | Drivers license                 |
| 8 maart      | Six60                                 | All she wrote                   |
| 15 maart     | Silk Sonic                            | Leave the door open             |
| 22 maart     | Silk Sonic                            | Leave the door open             |
| 29 maart     | Justin Bieber, Daniel Caesar & Giveon | Peaches                         |
| 5 april      | Justin Bieber, Daniel Caesar & Giveon | Peaches                         |
| 12 april     | Justin Bieber, Daniel Caesar & Giveon | Peaches                         |
| 19 april     | Justin Bieber, Daniel Caesar & Giveon | Peaches                         |
| 26 april     | Justin Bieber, Daniel Caesar & Giveon | Peaches                         |
| 3 mei        | Justin Bieber, Daniel Caesar & Giveon | Peaches                         |
| 10 mei       | Doja Cat & SZA                        | Kiss me more                    |
| 17 mei       | Russ Millions & Tion Wayne            | Body (Remix)                    |
| 24 mei       | Olivia Rodrigo                        | Good 4 U                        |
| 31 mei       | Olivia Rodrigo                        | Good 4 U                        |
| 7 juni       | Olivia Rodrigo                        | Good 4 U                        |
| 14 juni      | Olivia Rodrigo                        | Good 4 U                        |
| 21 juni      | Olivia Rodrigo                        | Good 4 U                        |
| 28 juni      | Olivia Rodrigo                        | Good 4 U                        |
| 5 juli       | Ed Sheeran                            | Bad habits                      |
| 12 juli      | Ed Sheeran                            | Bad habits                      |
| 19 juli      | The Kid Laroi & Justin Bieber         | Stay                            |
| 26 juli      | The Kid Laroi & Justin Bieber         | Stay                            |
| 2 augustus   | The Kid Laroi & Justin Bieber         | Stay                            |
| 9 augustus   | The Kid Laroi & Justin Bieber         | Stay                            |
| 16 augustus  | The Kid Laroi & Justin Bieber         | Stay                            |
| 23 augustus  | The Kid Laroi & Justin Bieber         | Stay                            |
| 30 augustus  | The Kid Laroi & Justin Bieber         | Stay                            |
| 6 september  | The Kid Laroi & Justin Bieber         | Stay                            |
| 13 september | The Kid Laroi & Justin Bieber         | Stay                            |
| 20 september | The Kid Laroi & Justin Bieber         | Stay                            |
| 27 september | Lil Nas X & Jack Harlow               | Industry baby                   |
| 4 oktober    | The Kid Laroi & Justin Bieber         | Stay                            |
| 11 oktober   | Elton John & Dua Lipa                 | Cold heart (Pnau remix)         |
| 18 oktober   | Elton John & Dua Lipa                 | Cold heart (Pnau remix)         |
| 25 oktober   | Adele                                 | Easy on me                      |
| 1 november   | Adele                                 | Easy on me                      |
| 8 november   | Adele                                 | Easy on me                      |
| 15 november  | Elton John & Dua Lipa                 | Cold heart (Pnau remix)         |
| 22 november  | Taylor Swift                          | All too well (Taylor's version) |
| 29 november  | Adele                                 | Easy on me                      |
| 6 december   | Adele                                 | Easy on me                      |
| 13 december  | Adele                                 | Easy on me                      |
| 20 december  | Elton John & Dua Lipa                 | Cold heart (Pnau remix)         |
| 27 december  | Elton John & Dua Lipa                 | Cold heart (Pnau remix)         |